# Боровиков, Геннадий Тимофеевич
Геннадий Тимофеевич Боровиков (род. 5 апреля 1937) — советский хоккеист, защитник.
Всю карьеру в командах мастеров — шесть сезонов — провёл в ленинградском ЛИИЖТе (1956/57 — 1961/62). В чемпионате СССР выступал в сезонах 1959/60 — 1961/62.
Чемпион РСФСР 1958.
Обладатель «Кубка Бухареста» — 1961